# Tini Wagner
Tini Wagner (n. 17 decembrie 1919, Amsterdam, Țările de Jos – d. 2 iunie 2004, Soest, Utrecht, Țările de Jos) a fost o înotătoare ce a reprezentat Regatul Țărilor de Jos, medaliată olimpică. A participat la o ediție a Jocurilor Olimpice (1936) în care a câștigat o medalie de aur.

## Participări
Lista de mai jos prezintă principalele competiții la care a participat Tini Wagner de-a lungul carierei.
- Olympische Sommerspiele 1936/Schwimmen – 4 × 100 m Freistil (Frauen)[*]